# Памятник «Борцам за свободную Беларусь»
Памятник «Борцам за свободную Беларусь» — монумент в городе Саут-Ривер (США), установленный в 1974 году. Автор памятника — Олег Махнюк, под руководством которого он был построен.

## История
Инициаторами возведения монумента выступили общественные деятели[какие?] и осевшие в Америке бывшие коллаборационисты Второй мировой войны. Они также собрали средства и завершили строительные работы.
Памятник установлен на кургане над которым работал Николай Лапицкий, за белорусской православной церковью святой Ефросинии Полоцкой.
Курган-памятник был освящен православными священниками: Олегом Махнюком, Николаем Лапицким, Павлом Великим и архимандритом Иосифом 23 июня 1974 года.
В 2019 году памятник отреставрировали представители белорусской диаспоры .

## Описание
Каменный мемориал венчает большой железный крест и заканчивается в виде усеченного треугольника. В центре большого креста расположен малый двустворчатый крест, который представляет собой крест святой Евфросинии и является центральным элементом средневекового белорусского герба Погони. Во время войны этот был знак различия 30-й пехотной дивизии СС (1-я белорусской).
На лицевой стороне герб «Погоня» и надпись «Слава змагарам за вольную Беларусь. Glory to those who fought for freedom and independence of Byelorussia. 1974». На обороте изображение печати Белорусской Центральной Рады. По бокам меча эмблема Союза белорусской молодежи и герб типографии Франциска Скорины.
«Над постаментом большой металлический крест с небольшим двойным крестом в центре. Именно такое изображение было на нарукавных красно-белых шевронах белорусских полицаев и военных подразделений, вошедших в состав 30 дивизии СС. То есть в Америке по сути стоит памятник штурмовым охранным отрядам Гитлера.»(Е. В. Кодин, доктор исторических наук, специалист в области зарубежной советологии и белорусоведения 2-й половины XX века)